# Хан сир Нијед
Хан сир Нијед (фр. Han-sur-Nied) насеље је и општина у североисточној Француској у региону Лорена, у департману Мозел која припада префектури Буле Мозел.
По подацима из 2011. године у општини је живело 248 становника, а густина насељености је износила 122,77 становника/km². Општина се простире на површини од 2,02 km². Налази се на средњој надморској висини од 230 метара (максималној 252 m, а минималној 223 m).

## Демографија
| 1962. | 1968. | 1975. | 1982. | 1990. | 1999. | 2011. |
| ----- | ----- | ----- | ----- | ----- | ----- | ----- |
| 89    | 93    | 83    | 86    | 193   | 209   | 248   |

График промене броја становника у току последњих година